# America's Next Top Model (tredicesima edizione)
La tredicesima edizione di America's Next Top Model, andata in onda dal 9 settembre al 13 novembre 2009 sul canale The CW con lo slogan The Line Up is 5'7 and under. Not the usual suspects. BOOK 'EM!, è l'edizione dedicata alle aspiranti modelle alte al di sotto dei 170 cm; la destinazione "internazionale" è stata Maui e l'arcipelago hawaiano.
La vincitrice è stata la diciottenne Nicole Fox da Louisville, Colorado, la quale ha guadagnato la propria rappresentazione dalla Wilhelmina Models, un contratto di 100.000 dollari con la CoverGirl e un servizio fotografico e la copertina sulla rivista Seventeen.

Per la prima volta nella storia del programma si assiste ad una sostituzione: la concorrente Amber DePace lascia il programma subito dopo essere stata scelta tra le 14 finaliste senza alcuna spiegazione, viene sostituita da Lisa, una delle semifinaliste eliminate. È inoltre la prima edizione nella quale vengono eliminate due concorrenti in semifinale piuttosto che una soltanto.

## Concorrenti
| Concorrenti        | Età1 | Città di provenienza       | Altezza | Posizione                                                    |
| ------------------ | ---- | -------------------------- | ------- | ------------------------------------------------------------ |
| Lisa Ramos         | 19   | Queens, New York           | 165 cm  | Entrata nell'episodio 2 Eliminata nello stesso episodio      |
| Rachel Echelberger | 18   | Woodland, California       | 165 cm  | Eliminata al di fuori del giudizio in studio nell'episodio 3 |
| Courtney Davies    | 22   | Plantation, Florida        | 164 cm  | Eliminata nell'episodio 3                                    |
| Lulu Braithwaite   | 19   | Brooklyn, New York         | 170 cm  | Eliminata nell'episodio 4                                    |
| Bianca Richardson  | 21   | Columbia, Carolina del Sud | 170 cm  | Eliminata nell'episodio 5                                    |
| Ashley Howard      | 22   | Chicago, Illinois          | 168 cm  | Eliminata nell'episodio 6                                    |
| Kara Vincent       | 19   | Fort Wayne, Indiana        | 170 cm  | Eliminata nell'episodio 7                                    |
| Ashley "Rae" Weisz | 21   | Rochester, Minnesota       | 169 cm  | Eliminata nell'episodio 8                                    |
| Brittany Markert   | 21   | Livermore, California      | 166 cm  | Eliminata nell'episodio 9                                    |
| Sundai Love        | 18   | Bakersfield, California    | 161 cm  | Eliminata nell'episodio 10                                   |
| Jennifer An        | 23   | Filadelfia, Pennsylvania   | 166 cm  | Eliminate nell'episodio 11                                   |
| Erin Wagner        | 18   | Spring Grove, Illinois     | 168 cm  | Eliminate nell'episodio 11                                   |
| Laura Kirkpatrick  | 19   | Stanford, Kentucky         | 168 cm  | Seconda classificata                                         |
| Nicole Fox         | 18   | Louisville, Colorado       | 170 cm  | Vincitrice                                                   |

## Makeover
- Ashley: Extension in stile Naomi Campbell
- Bianca: Rimozione sopracciglia
- Brittany: Capelli tinti color cioccolato
- Courtney: Taglio sbarazzino molto corto
- Erin: Capelli tinti color biondo platino
- Jennifer: Extension
- Kara: Volume
- Laura: Volume e colpi di sole
- Lisa: Volume
- Lulu: Extension e frangia
- Nicole: Volume e tintura rosso fuoco
- Rachel: Capelli tinti color cioccolato
- Rae: Capelli tinti color biondo platino
- Sundai: Taglio molto corto asimmetrico

## Ordine di eliminazione
| Order | Episodi  | Episodi  | Episodi  | Episodi  | Episodi  | Episodi  | Episodi  | Episodi  | Episodi  | Episodi  | Episodi  | Episodi | Episodi |  |
| Order | 1        | 2        | 3        | 4        | 5        | 6        | 7        | 8        | 9        | 10       | 11       | 12      |         |  |
| ----- | -------- | -------- | -------- | -------- | -------- | -------- | -------- | -------- | -------- | -------- | -------- | ------- | ------- |  |
| 1     | Jennifer | Rae      | Erin     | Kara     | Brittany | Rae      | Nicole   | Jennifer | Nicole   | Jennifer | Nicole   | Nicole  |         |  |
| 2     | Erin     | Nicole   | Brittany | Nicole   | Jennifer | Brittany | Laura    | Nicole   | Jennifer | Nicole   | Laura    | Laura   |         |  |
| 3     | Rachel   | Jennifer | Laura    | Erin     | Rae      | Jennifer | Brittany | Brittany | Laura    | Laura    | Erin     |         |         |  |
| 4     | Kara     | Ashley   | Nicole   | Sundai   | Nicole   | Laura    | Erin     | Sundai   | Sundai   | Erin     | Jennifer |         |         |  |
| 5     | Lulu     | Courtney | Kara     | Jennifer | Erin     | Nicole   | Jennifer | Laura    | Erin     | Sundai   |          |         |         |  |
| 6     | Rae      | Erin     | Jennifer | Bianca   | Laura    | Sundai   | Rae      | Erin     | Brittany |          |          |         |         |  |
| 7     | Ashley   | Lulu     | Sundai   | Laura    | Sundai   | Erin     | Sundai   | Rae      |          |          |          |         |         |  |
| 8     | Brittany | Rachel   | Rae      | Ashley   | Kara     | Kara     | Kara     |          |          |          |          |         |         |  |
| 9     | Bianca   | Laura    | Lulu     | Rae      | Ashley   | Ashley   |          |          |          |          |          |         |         |  |
| 10    | Courtney | Kara     | Ashley   | Brittany | Bianca   |          |          |          |          |          |          |         |         |  |
| 11    | Nicole   | Brittany | Bianca   | Lulu     |          |          |          |          |          |          |          |         |         |  |
| 12    | Amber    | Sundai   | Courtney |          |          |          |          |          |          |          |          |         |         |  |
| 13    | Laura    | Bianca   | Rachel   |          |          |          |          |          |          |          |          |         |         |  |
| 14    | Sundai   | Lisa     |          |          |          |          |          |          |          |          |          |         |         |  |

- Nell'episodio 2, Tyra annuncia alle concorrenti che Amber ha deciso di lasciare il programma volontariamente; al suo posto entra Lisa, la quale però viene eliminata alla fine dell'episodio in ballottaggio con Bianca.
- Nell'episodio 3, al termine di un casting, Rachel viene eliminata per non aver fatto una buona impressione al manager.
- Al termine dell'episodio 11, Nicole viene annunciata come una delle finaliste; Erin, Jennifer e Laura sono al ballottaggio e quest'ultima è la seconda finalista. Erin e Jennifer sono entrambe eliminate.

     La concorrente ha lasciato la gara volontariamente
     La concorrente viene rimessa in gioco ed è in seguito eliminata
     La concorrente viene eliminata al di fuori della puntata in studio
     La concorrente viene eliminata
     La concorrente è immune dall'eliminazione
     La concorrente riceve il primo posto insieme ad altre
     La concorrente ha vinto la competizione

## Servizi fotografici
- Episodio 1: Polaroid (Casting).
- Episodio 2: Tornare bambine.
- Episodio 3: Topless a cavallo.
- Episodio 4: Allungamenti.
- Episodio 5: Foto tra tessuti.
- Episodio 6: Cirque du Soleil.
- Episodio 7: Guerriere ninja.
- Episodio 8: Pubblicità CoverGirl.
- Episodio 9: Donne di doppia razza, hapa.
- Episodio 10: Posando sott'acqua.
- Episodio 11: Pele, divinità del vulcano.
- Episodio 12: Pubblicità CoverGirl Lashblast Mascara e copertina per Seventeen